# Kujtun
Kujtun (in russo Куйтун?) è un insediamento di tipo urbano della Russia, situato nell'Oblast' di Irkutsk.

## Storia
Kujtun viene menzionato per la prima volta in un documento della prima metà del XVIII secolo, in occasione della costruzione di una chiesa e dell'apertura di una stazione di posta, sebbene si pensi che la zona fosse abitata da russi già nel secolo precedente.
Nel 1926 è diventato capoluogo di rajon e nel 1957 ha ricevuto lo status di insediamento di tipo urbano.

## Economia
L'economia dell'insediamento si basa sull'agricoltura, selvicoltura e industria di lavorazione del legno.

## Infrastrutture e trasporti
Tre chilometri a sud-est del vecchio villaggio si trova la stazione ferroviaria sulla transiberiana (costruita nel 1899) attorno alla quale si è sviluppata la parte nuova dell'insediamento; Kujtun è inoltre attraversato dall'autostrada M53 (Novosibirsk-Irkutsk).